# Aldama (Chiapas)
Pour les articles homonymes, voir Aldama.
Aldama est une municipalité du Chiapas, au Mexique. Elle couvre une superficie de 26,57 km2 et compte 6 712 habitants en 2015.